# Штеммерман, Вильгельм
Вильгельм Штеммерманн (нем. Wilhelm Stemmermann) (1888—1944) — видный германский генерал. Кавалер множества германских орденов.

## Начало карьеры и участие в Первой мировой войне[1]
В 1908 году поступил в 1-й Баденский полк полевой артиллерии «Великий Герцог». 19 ноября 1909 года получил звание лейтенанта.
Во время Первой мировой войны — артиллерийский офицер и офицер Генерального штаба германской армии. Кавалер имперского Железного креста 1-го и 2-го классов.

## Между мировыми войнами
По окончании Первой мировой войны в звании капитана перешел в рейхсвер, где служил на различных штабных должностях.
1 февраля 1934 г. повышен в звании до подполковника (нем. Oberstleutnant).
С 1 октября 1937 г. — начальник штаба 13-го армейского корпуса.

## Участие во Второй мировой войне
1 августа 1939 г. — повышен до генерал-майора. В составе 13-го корпуса принял участие в польской и французской кампаниях.
1 января 1941 г. принял на себя командование 296-й пехотной дивизией. В этом качестве вступил в войну с СССР в июне 1941 г.
1 августа 1941 г. повышен до генерал-лейтенанта. 11 января 1942 г. получил Немецкий крест в золоте.
1 марта 1942 г. переведён в резерв ОКХ.

## Корсунь-Шевченковский котел
С 5 декабря 1943 г. — командир 11-го армейского корпуса в районе Киева в звании генерала артиллерии .
7 февраля 1944 г., уже будучи в окружении под Черкассами, был удостоен Рыцарского креста Железного креста за организацию прорыва части войск из окружения в ходе Корсунь-Шевченковской операции советских войск.
Был убит в ночь с 17 на 18 февраля 1944 года во время прорыва из Корсунь-Шевченковского котла (согласно книге Александра Верта "Россия в войне 1941-1945", осколком снаряда в спину).
Посмертно удостоен звания кавалера Рыцарского креста Железного креста с дубовыми листьями.
Писатель Борис Полевой, приехавший посмотреть на труп генерала, записал в свой дневник: «Как бы то ни было, он не бежал на самолёте, как это сделали высшие офицеры его штаба, не оставил солдат. Он остался с ними и погиб солдатской смертью». Конев лично распорядился, чтобы немецкие пленные похоронили Штеммермана с воинскими почестями в отдельной могиле у села Журжинцы. Через двадцать лет семье генерала позволили перевезти его прах для перезахоронения в немецкой земле. По сведениям сотрудников музея истории Корсунь-Шевченковской битвы, генерал Штеммерманн был похоронен в селе Браное Поле Богуславского района Киевской области. Тело его никто не забирал, а слегка перемещённая могила (могильная насыпь) существует и сейчас. Около 10 лет назад в музей истории Корсунь-Шевченковской битвы приезжали внук и сын генерала Штеммерманна. Они посетили могилу, но вопроса о перезахоронении останков отца и деда не поднимали.

## Образ в культуре
В советском художественном фильме 1982 года «Если враг не сдаётся…» генерала Штеммермана сыграл Валентин Гафт.